# Alma Carlisle
Alma Fairfax Carlisle (Alexandria, 9 de julio de 1927) es una arquitecta afroamericana, que trabajó en la ciudad de Los Ángeles, especialmente en la identificación de zonas de patrimonio histórico.

## Primeros años
Carlisle nació y se crio en Alexandria, Virginia, Estados Unidos. En la escuela, empezó a interesarse en los temas de arquitectura, siendo alentada en todo momento por su familia para que estudiara la carrera. En 1950, Carlisle se graduó con honores de la Universidad Howard en arquitectura.
Carlisle se casó con David Kay Carlisle el 28 de julio de 1953 y tuvieron tres hijos. Durante los años cincuenta y sesenta, se dedicó a las labores de ama de casa. En 1975, ella y su familia se mudaron a Los Ángeles, donde Carlisle empezó a poner en práctica sus conocimientos en arquitectura.

## Trayectoria profesional
Se unió a la Oficina de Ingeniería de Los Ángeles, y ayudó en la preservación de los edificios patrimoniales de la ciudad.
Estuvo en más de 27 vecindarios de la ciudad, identificado zonas de preservación histórica que debían ser protegidas y restauradas. Se implicó especialmente en el proyecto de los vecindarios de Melrose Hill (1984) y Whitley Heights (1990). En 1996, se retiró de la ciudad, pero en el 2001, se unió a una firma de arquitectos de Los Ángeles, Myra L. Frank & Asociados.